# A Gathering of Old Men
A Gathering of Old Men (bra: Assassinato na Louisiana; prt: Raízes do Desespero) é um filme estadunidense de 1987, um drama realizado por Volker Schlöndorff com roteiro de Charles Fuller baseado no livro de Ernest J. Gaines.
Foi exibido na mostra Un Certain Regard, durante o Festival de Cannes 1987.

## Resumo
Numa plantation de cana-de-açúcar em Luisiana, sul dos Estados Unidos, um agricultor branco é assassinado a tiro. O xerife, que investiga este caso, enfrenta um grupo de outros homens pretos octogenários, e cada um deles jura ter sido ele o assassino. Esta solidariedade torna a solução do crime impossível.

## Elenco
- Louis Gossett Jr.
- Richard Widmark
- Holly Hunter
- Joe Seneca
- Woody Strode
- Papa John Creach
- Julius Harris
- Will Patton